# نوريا ريال
نوريا ريال (بالإسبانية: Núria Rial)‏ هي مؤدية ومغنية ومغنية أوبرا إسبانية، ولدت في 21 فبراير 1975 في مانريسا في إسبانيا.

## وصلات خارجية
- الموقع الرسمي
- نوريا ريال على موقع ميوزك برينز (الإنجليزية)
- نوريا ريال على موقع أول ميوزيك (الإنجليزية)
- نوريا ريال على موقع ديسكوغز (الإنجليزية)